# Твір мистецтва

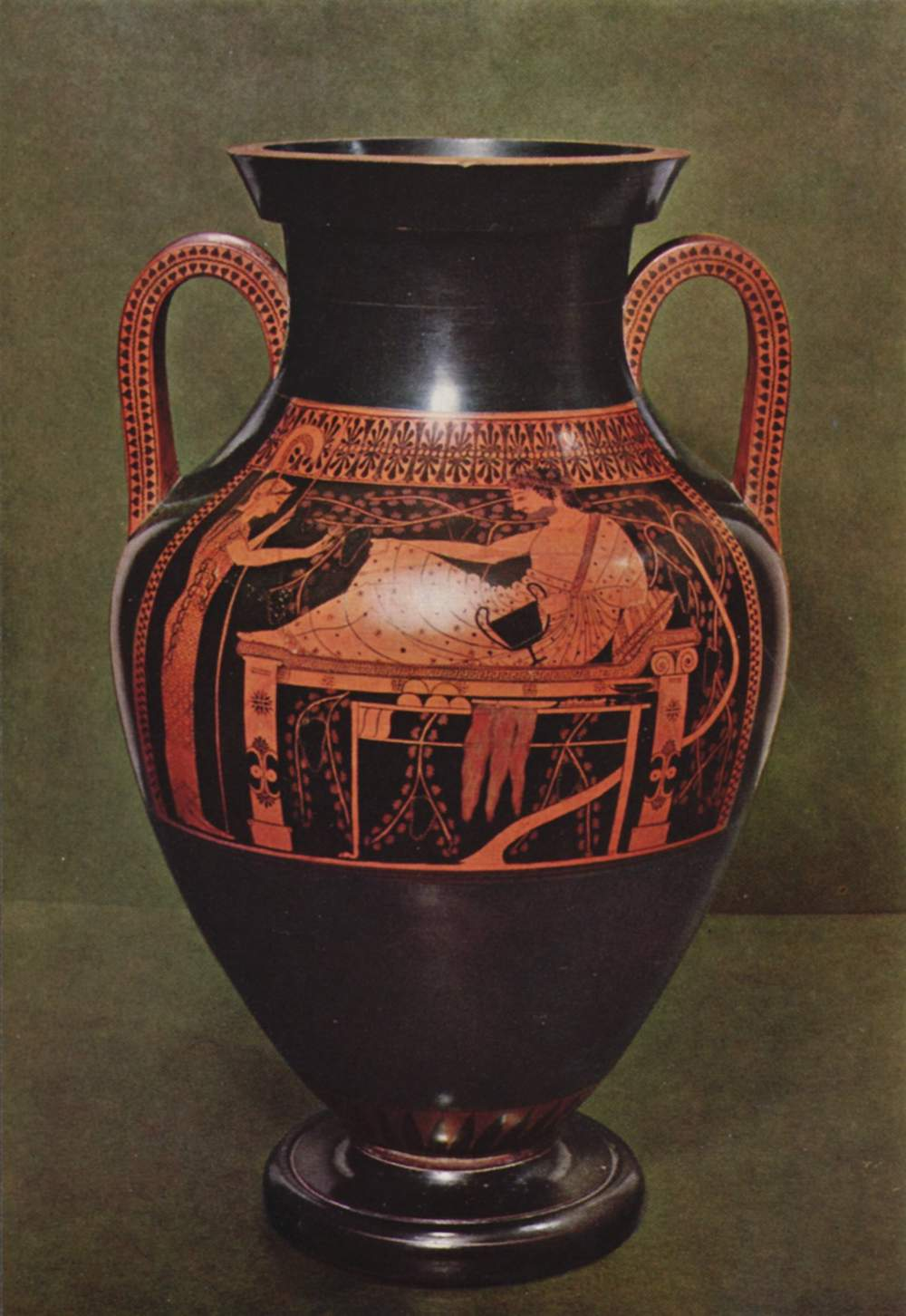
Амфора вазописця Андокіда, бл. 520 р. до н. е. Державне античне зібрання. Мюнхен

Твір мистецтва, художній твір — об'єкт, що володіє естетичною цінністю; матеріальний продукт художньої творчості (мистецтва), свідомої діяльності людини.
На думку науковців, перші скульптури первісні люди створювали в добу пізнього палеоліту (40−12 тис. років тому).